# Сражение при Родео-дель-Медио
Битва при Родео-дель-Медио (исп. Batalla de Rodeo del Medio) — сражение между федералистской армией Анхеля Пачеко и унитаристской армией Грегорио Араоса де Ламадрида во время серии гражданских войн в Аргентине.

## Предыстория
В 1840 году Северная коалиция сформировала союз почти всех северных провинций против губернатора провинции Буэнос-Айрес Хуана Мануэля де Росаса и его союзников. Генерал Хуан Лавалье провел более года в борьбе с Росасом в Энтре-Риосе и Корриентесе, а затем вторгся в провинцию Буэнос-Айрес. Но вторжение не удалось, он отступил в провинцию Кордова, где потерпел поражение в битве при Кебрачо-Эррадо.
Лавалье объединился с Грегорио Араосом де Ламадридом, и вместе они отступили в провинцию Тукуман. Оттуда Ламадрид отправился в провинции Куйо, чтобы открыть новый фронт войны, считая, что у Хосе Феликса Альдао в то время было всего 800—1000 солдат из Мендосы, как полагал Лавалье. Лавалье оказал сопротивление в Тукумане с 1500 ополченцев. Тем не менее, в это время начали прибывать подкрепления под командованием Мануэля Орибе, численность которых достигла 9 000 человек, но только 6 000 стали частью последнего натиска, так как остальные остались защищать регион Куйо.
Передовой отряд Ламадрида под командованием Мариано Ача насчитывал от 900 до 1000 солдат и две пушки. Ача столкнулся с федералистскими армиями Хосе Феликса Альдао и Назарио Бенавидеса, губернаторов провинций Мендоса и Сан-Хуан, в сражении при Ангако, одной из самых кровопролитных битв гражданских войн в Аргентине. После победы Ача занял город Сан-Хуан, но через два дня был разбит Бенавидесом в сражении при Чакарилье и расстрелян по приказу Альдао. Ламадрид вновь занял Сан-Хуан с 1500 солдат, а оттуда отправился в Мендосу, войдя в город 3 сентября 1841 года, где был избран губернатором.

## Сражение
Три недели спустя генерал Анхель Пачеко прибыл в Мендосу в сопровождении Альдао с 2000 человек, 1500 лошадей и соответствующей артиллерией. Ламадрид вышел на встречу с ним в Родео-дель-Медио, недалеко от города, утром 24 сентября. Федералистов было 3000 человек, а унитаристов только 1600. Армии были разделены затопленной областью, которую можно было только обойти по мосту. С самого начала Ламадрид не смог помешать Пачеко захватить мост. Его левое крыло, во главе с Анхелем Висенте Пеньялоса, было остановлено контрприказом. Когда он, наконец, двинулся, его быстро отбросила пехота. Поражение унитаристов было очевидно с самого начала, и вскоре все бежали в горы.
Это было очень кровопролитное сражение, в котором погибли сотни людей с каждой стороны, а затем последовало ужасное преследование унитаристов, возглавляемое «монахом» Альдао, в результате которого погибли еще многие сотни людей. Альдао приказал 1 000 человек следовать к Катамарке на север, а остальным остаться в Ла-Риохе, чтобы предотвратить попытку Лавалье продвинуться к Куйо.

## Последствия
Унитаристы перешли через Анды задолго до того, как оттепель позволила бы безопасный переход, и более ста человек погибли. Говорят, что несколько унитаристов спрятались в деревне недалеко от Мендосы, которая тогда называлась Кокимбито. Унитаристы еще не знали, что за пять дней до этого генерал Лавалье потерпел поражение в сражении при Фамаилье в Тукумане и через несколько дней погибнет в Сан-Сальвадор-де-Жужуй. Пачеко приказал Альдао преследовать Лавалье на севере с 1500 человек, а затем Орибе предоставил в поддержку войска Мариано Мазы. Войска Альдао насчитывали более 2700 солдат с двумя гаубицами под командованием Мазы, Назарио Бенавидеса, Пабло Лусеро и Пабло Алемана.
Эти два сражения стали концом Северной коалиции и гарантировали Росасу практически неоспоримое правление страной еще на десять лет, вплоть до битвы при Касеросе в 1852 году.

### Комментарии
1. ↑  Другие источники говорят, что у Ламадрида было 600-1000 человек и 8 пушек[14]